# Художественный музей Рубина
Художественный музей Рубина (англ. Rubin Museum of Art) — музей гималайского и тибетского искусства, находящийся в Нью-Йорке, США. Музей является одним из крупнейших в США учреждений, занимающийся изучением искусства Тибета и Гималаев, а также влияния на это искусство Монголии, Индии, Центральной и Юго-Восточной Азии. Музей назван по имени своего основателя Дональда Рубина, предоставившего свою частную коллекцию для публичного обозрения. Музей находится в районе Манхэттен по адресу West 17th Street, 150 между Шестой Авеню и Седьмой Авеню.

## История
Основой Художественного музея Рубина стала частное собрание предметов искусства Тибета и Гималаев бизнесмена в области медицины и здравоохранения Дональда Рубина, который с 1974 года вместе с женой Шелли стал собирать предметы гималайского и тибетского искусства. Первым экспонатом, приобретённым супругами, была танка «Белая Тара». В 1998 году Дональд Рубин приобрёл за 22 миллионов долларов здание обанкротившегося магазина фирмы Barneys New York. Здание было полностью перестроено под музей, при этом была сохранена оригинальная винтовая лестница, ставшая центром экспозиции шестиэтажного музея.
Музей был открыт в октябре 2004 года. В настоящее время в фондах музея насчитывается более 2000 экспонатов — скульптура, текстиль, живопись, ритуальные предметы, рукописи, графические листы, относящиеся к историческому периоду, начиная со II века н. э. и до XX века.
В настоящее время Дональд Рубин занимает должность генерального директора музея, вместе с женой он является сопредседателем Совета попечителей музея. Многие передвижные выставки проводятся при содействии Общества по изучению гималайского искусства, основанного также Дональдом Рубином и Тибетского буддийского исследовательского центра.